# Salvador Aulet
Salvador Aulet   (Barcelona, segle XVIII - Barcelona, 3 de juny de 1809) fou un heroi de la guerra del Francès.
Dependent de comerç i corredor de canvis a la ciutat de Barcelona, fou un dels principals participants en la fracassada Conspiració de l’Ascensió contra els francesos ocupants de Barcelona. Fou capturat, juntament amb el funcionari d'Hisenda Joan Massana, en una emboscada parada pel capità italià Provana de l'exèrcit napoleònic, amb qui havien pactat que obriria les portes de les Drassanes a canvi d'una important quantitat de diners. En concret, Provana els convocà a casa seva per parlar dels preparatius de la conspiració, però a l'habitació del costat hi havia els responsables policials francesos, que els detingueren al moment.
Aulet i Massana foren jutjats i condemnats a mort juntament amb els religiosos Joaquim Pou i Joan Gallifa i el militar Josep Navarro. L'execució tingué lloc a l'esplanada davant de la Ciutadella el 3 de juny de 1809, mitjançant el garrot als dos religiosos i la forca per als tres restants. Quan els francesos abandonaren la ciutat el 28 de maig de 1814, els seus cossos van ser recuperats i es van enterrar en la Capella dels Màrtirs del claustre de la Catedral de Barcelona, monumentalitzada el 1909 amb escultures d'Enric Clarasó.
L'any 1927 a la ciutat de Barcelona se li dedicà un carrer al Barri Gòtic
També el 1941 s'inaugurà el Monument als Herois del 1809 de Josep Llimona a la plaça Garriga i Bachs, a tocar de la Catedral, on Salvador Aulet és una de les cinc persones representades.